# Gangsta Cop
Pour les articles homonymes, voir In Too Deep.
Pour plus de détails, voir Fiche technique et Distribution.
Gangsta Cop, ou Infiltration au Québec (In Too Deep) est un film américain réalisé par Michael Rymer sorti en 1999, prix du jury 2000 du Festival du film policier de Cognac.

## Synopsis
Jeffrey Cole, fraîchement diplômé de l'académie de police de Cincinnati, rêve de travailler sous couverture. Le jour de sa remise de diplôme, Cole décroche une mission d'infiltration et reçoit les félicitations de ses supérieurs. Il est bientôt chargé d'éliminer Dwayne Gittens, un trafiquant de crack si puissant qu'on le surnomme « Dieu ». Cole s'infiltre et se fait passer pour un trafiquant de drogue d'Akron, dans l'Ohio, sous le nom de J. Reid. Il doit prouver sa crédibilité dans la rue pour intégrer l'équipe de Dieu. À un moment donné, Dwayne envoie Cole en mission avec deux de ses acolytes, avec l'intention de tuer un mec que Dwayne veut tuer. Cole poursuit sa cible, mais rate intentionnellement ses tirs. L'équipe le croit loyal, mais il vise mal. Cole finit par se rapprocher de Breezy T, l'un des membres de l'équipe de Gittens.
Les supérieurs de Cole sont impressionnés par son travail d'infiltration et par la proximité qu'il a tissée avec Gittens, gagnant sa confiance tout en leur fournissant des informations détaillées sur l'organisation. Preston D'Ambrosio, son supérieur, craint que la frontière entre policier et méchant ne s'estompe et que les deux identités ne fassent plus qu'une. D'Ambrosio oblige Cole à mettre son infiltré en pause et l'envoie dans un endroit isolé dans les bois, loin de la ville, pour qu'il se remette en question et se redécouvre.
Cet épisode marque la rencontre de Myra, une aspirante mannequin, lors d'un cours de photographie qu'il suit. Ils finissent par se fréquenter et D'Ambrosio commence à apprécier sa nouvelle vie loin de l'infiltration. Cole tente de convaincre D'Ambrosio de le laisser reprendre son infiltré dans l'affaire Gittens, en vain. D'Ambrosio est finalement débouté par le procureur Daniel Connelly et l'agent de la DEA Rick Scott, estimant que Cole est le seul policier infiltré à avoir infiltré l'équipe de Gittens aussi profondément, et que Cole est celui qui peut démanteler l'organisation de Gittens. 
Cole est alors réaffecté à l'affaire Gittens. Myra, réalisant qu'il doit retourner sous couverture, commence à prendre ses distances avec Cole.
Cole commence à voir Gittens perdre ses moyens et ses violences sporadiques au sein de la communauté, allant jusqu'à torturer, sodomier, démembrer, puis tuer son bras droit pour avoir fait des avances à la mère de son bébé. Cette cruauté commence à affecter Cole, alors qu'il se cache de plus en plus sous sa couverture de J. Reid.
D'Ambrosio veut à nouveau sortir Cole de son infiltrat, car il voit son agent perdre ses moyens et devenir J. Reid. Connelly et Scott sont en désaccord, et ils montent un plan pour empêcher Gittens de rencontrer ses fournisseurs. Une fusillade éclate lorsque la police arrive pour arrêter Gittens et les fournisseurs. Gittens conseille à son équipe de baisser les armes et de se rendre.
Cole protège Gittens de la police et une confrontation s'engage entre les policiers et un Cole déséquilibré, aux prises avec ses loyautés. Comprenant qu'il est en train de perdre la tête, l'inspectrice Angela Wilson le calme et lui rappelle qu'il est Jeffrey Cole, et non J. Reid, et qu'il doit baisser son arme.
Alors qu'on lit à Gittens ses droits Miranda, Scott demande à Cole de le faire venir. Au cours du procès, Cole témoigne contre Gittens et son organisation. Cole appuie Breezy T., ce qui lui permet de réduire sa peine. Grâce aux preuves contre lui et au témoignage de Cole, Gittens est reconnu coupable et condamné. Gittens et Cole échangent un dernier regard avant que Gittens ne soit emmené.
Alors que Connelly et Scott tiennent une conférence de presse pour la condamnation de Gittens, Cole et Myra conduisent et écoutent la conférence de presse. Cole éteint la radio, tandis que Myra lui rappelle que son travail d'infiltration est la seule raison pour laquelle Gittens est derrière les barreaux. 
Les dernières scènes montrent Cole enseignant aux nouveaux agents le travail d'infiltration et l'importance de ne jamais perdre sa couverture ni s'aventurer trop loin. Le film est basé sur l'histoire vraie de Darryl « God » Whiting et de Jeff Coy, agent du logement de Boston. L'agent Coy s'est malheureusement suicidé trois ans après les faits. Whiting a été reconnu coupable et condamné à la réclusion criminelle à perpétuité sans possibilité de libération conditionnelle, assortie de 240 ans de prison.

## Fiche technique
- Titre original : In Too Deep
- Autres titres français : Gangsta Cop ( France) et Infiltration ( Québec)
- Réalisation : Michael Rymer
- Scénario : Michael Henry Brown et Paul Aaron
- Musique : Christopher Young
- Montage : Dany Cooper
- Décors : Sean Kirby
- Production : Paul Aaron, Michael Henry Brown
  - Production exécutive : Don Carmody, Jeremy Kramer, Amy Slotnick, Bob Weinstein, Harvey Weinstein
- Sociétés de production : Dimension Films, Miramax Films, Suntaur Entertainment Company
- Sociétés de distribution : Dimension Films, BAC Films, Buena Vista International
- Format, couleur, 35 mm
- Genre : Policier, thriller et drame
- Durée : 95 minutes
- Pays d'origine :  États-Unis
- Dates de sortie : 
  - États-Unis : 25 aout 1999
  - France : 28 juin 2000
- Public :  Unrated (USA), -18 (UK), Interdit aux moins de -12 ans (France)

## Distribution
Légende : Version Française = VF[réf. nécessaire] et Version Québécoise = VQ
- Omar Epps (VF : Christophe Peyroux ; VQ : Gilbert Lachance) :  Jeff Cole / J. Reid
- LL Cool J (VF : Jean-Paul Pitolin ; VQ : François L'Écuyer) : Dwayne Gittens / Dieu
- Stanley Tucci (VQ : Jean-Marie Moncelet) : Preston D'Ambrosio
- Nia Long (VQ : Linda Roy) : Myra
- Pam Grier : L'inspecteur Angela Wilson
- Hill Harper (VQ : Martin Watier) : Breezy T.
- David Patrick Kelly : Rick Scott
- Jake Weber (VQ : Jean-Luc Montminy) : Daniel Connelly
- Robert LaSardo (VQ : Vincent Magnat) : Felipe Batista
- Gano Grills (VF : Dominik Bernard ; VQ : Paul Sarrasin) : Frisco
- Guillermo Díaz (VQ : Sébastien Dhavernas) : Miguel Batista
- Aunjanue Ellis (VQ : Nadia Paradis) : Denise
- Victor Rivers : Romeo Concepcion
- Sticky Fingaz (VQ : Frédéric Pierre) : Ozzie
- Hassan Johnson (VQ : Louis-Philippe Dandenault) : Latique
- Shyheim (VQ : Sébastien Reding) : Che

Liste complète de la distribution sur IMDB.

## Bande originale
- "Quiet Storm (Remix)", (Mobb Deep featuring Lil' Kim)
- "Keys To The Range", (Jagged Edge & Jermaine Dupri)
- "In Too Deep", (Nas & Nature)
- "The Specialist", Ali Vegas
- "Used to Me Spending", (R. Kelly, featuring Nokio & Jaz-Ming)
- "El Presso", (Fruko y sus tesos)
- "Descargo de hoy", Cubanismo!)
- "El estuche", (Ateretopelados)
- "Thug Money", (Trick Daddy)
- "Bleeding from the Mouth", (Capone-N-Noreaga & The Lox)
- "Tear It Off", (Method Man & Redman)
- "Getto Jam", (Domino)
- "Somethin' about Love", (Imajin)
- "How to Rob", (50 Cent)
- "Rowdy Rowdy", (50 Cent)
- "Dub Murderer", (E-Day)
- "I Thought about You", (Miles Davis)
- "Dreamin'", (Jill Scott)
- "Unconventional Ways", (The JazzyFatNastees)
- "To Be Young, Gifted and Black", (Donny Hathaway)
- "Bust a Nut", (The product G&B featuring Marie Antoinette)
- "Ebony Child", (Mitchel Forman)
- "Give Me a Reason", (Dave Hollister)
- "Where Ya Heart At", (Mobb Deep)